# Нотатки (Apple)
Нотатки (англ. Notes) — програма для нотаток, розроблена Apple Inc. Вона є однією із базових програм в операційних системах iOS та macOS (в останній — починаючи з OS X 10.8 Mountain Lion). Вона функціонує як сервіс для створення коротких текстових нотаток, які можна синхронізувати між пристроями за допомогою служби Apple iCloud.
Програма має подібний інтерфейс на iOS і macOS з не текстурованим паперовим фоном для нотаток і світло-жовтими значками, що дозволяють отримати доступ до олівця або меркера. До 2013 року в обох програмах використовувався дуже скевоморфний інтерфейс із розкладеним текстурованим папером; у версії Mountain Lion Нотатки були поміщені в шкіряну папку. Цей дизайн був змінений в OS X Mavericks та iOS 7.

## Версія для iOS

### iOS 9
Починаючи з iOS 9, Нотатки зазнали значних функціональних змін; синхронізація через iCloud (замість IMAP; у macOS ця зміна відбулася у версії OS X 10.11), можливість створювати ескізи (а пізніше, підтримка Apple Pencil), розширені параметри форматування тексту, кілька стилів списків, розширений попередній перегляд вебпосилань і посилань на карти, підтримка додаткових типів вкладень файлів, відповідний спеціальний оглядач вкладень і точка розширення системного спільного доступу для збереження вебпосилань, зображень тощо.
Починаючи з iOS 9.3, окремі нотатки можуть бути захищені паролем (з можливістю використовувати Touch ID для розблокування всіх нотаток на сумісних пристроях), однак для всіх нотаток, заблокованих відтепер, можна встановити лише один пароль. Пароль синхронізується на сумісних пристроях.

### iOS 10
У iOS 10 Нотатки тепер мають функцію спільної роботи, щоб багато людей могли працювати над нотаткою одночасно.

### iOS 11
Оновлення Нотаток, випущене разом із iOS 11, додає таблиці, закріплені нотатки, сканування документів, масштабно-координатний та лінійний папір, підтримку моноширинного тексту, пошук рукописного введення та покращену інтеграцію з Apple Pencil. Натискання Apple Pencil на екрані блокування призведе до появи нової нотатки з активним малюванням; Apple Pencil також можна використовувати в програмі Нотаткки, щоб почати вбудований малюнок.

## Версія для macOS
До версії операційної системи Mountain Lion програма Пошта на macOS підтримувала поштову скриньку з нотатками, яка була синхронізована з нотатками в програмі Нотатки на iOS. Ця ситуація була технологічною помилкою: оскільки програма Пошта вже реалізувала протокол синхронізації поштової скриньки IMAP, вона також могла синхронізувати нотатки з мінімальною додатковою роботою.
У Mountain Lion нотатки були переміщені в окрему програму Нотатки. Створені нотатки синхронізуються на всіх пристроях Apple користувача через службу iCloud. Нотатки можна впорядкувати по папках і закріпити на робочому столі користувача. Коли програму закрито, закріплена нотатка все ще залишається доступною. Крім того, на відміну від версії для iPad, iPhone та iPod touch, програма Нотатки на OS X Mountain Lion дозволяє вставляти зображення в нотатки.
Спочатку нотатки можна було створювати трьома різними шрифтами за замовчуванням — Noteworthy, Marker Felt і Helvetica. Користувачі також можуть додавати власні шрифти, відкривши вкладку «Формат». Меню дозволяє користувачам змінювати розмір тексту, форматувати списки, вибирати вирівнювання (ліворуч, по центру, по ширині або праворуч), визначати напрямок написання та робити відступ тексту. До нотаток також можна додати вкладення, зображення та гіперпосилання. Вкладення не можна переглянути на пристроях iOS.

### OS X 10.11
Починаючи з OS X 10.11, Нотатки зазнали значних функціональних змін (в концепції версії представленій у iOS 9), з основними функціями, включаючи синхронізацію через iCloud, можливість перегляду ескізів, створених на iOS, розширені параметри форматування тексту, кілька стилів списків, розширений попередній перегляд вебпосилань і посилань на карти, підтримка додаткових типів вкладень файлів, відповідний спеціальний вебпереглядач вкладень і точка розширення системного спільного доступу для збереження вебпосилань, зображень тощо. Починаючи з OS X El Capitan 10.11.4, окремі нотатки можна захищати паролем, при цьому пароль синхронізується на сумісних пристроях.

### macOS 10.13
Оновлення Нотаток, випущене з macOS 10.13, додає підтримку таблиць.

## У масовій культурі
Користувачі соціальних мереж часто використовували програму Нотатки для написання коротких нотаток, які потім можна було опублікувати як знімок екрана на сайтах соціальних мереж, таких як Instagram або Твіттер. Автори відзначають, що ця форма спілкування часто використовувалася знаменитостями для публічних заяв, можливо, щоб надати їм неформальне відчуття або вийти за межі обмежень платформи, зокрема часто для публікації публічних вибачень.